# Saint-Glen-Penguily
Saint-Glen-Penguily est une ancienne commune des Côtes-du-Nord, créée en 1973 par fusion des communes de Saint-Glen et Penguily. En 1984, ces deux dernières redeviennent des communes indépendantes.

## Histoire
Dès 1828, Saint-Glen proposa un rapprochement avec sa voisine, mais la commune et son maire se heurtèrent à un refus catégorique de Penguilly.
Officiellement créée par arrêté le 2 mars 1973, la fusion-association entre les deux communes fut effective à partir du 1er avril 1973.
Cependant, dès la mandature 1977-1983, des dissensions apparaissent et le maire Joseph Clément se retrouve minoritaire au sein du conseil municipal. Les élections municipales de 1983 n'arrangent pas la situation, le nouveau premier édile ayant seulement un siège de plus que l'opposition.
Se sentant laissé pour compte, les postes de maire et d'adjoints étant détenus par des élus de Saint-Glen, les conseillers de Penguily demandent et obtiennent lors de la réunion inaugurale du conseil municipal du 1er avril 1983 une étude sur une possible défusion, qui doit être prise en compte par le préfet des Côtes-du-Nord.
Début 1984, la procédure de défusion devient concrète avec la nomination d'un commissaire enquêteur et l'installation d'une commission syndicale chargé de donner un avis étayé sur la question. Par arrêté préfectoral du 21 mai, Penguily retrouve son autonomie et la commune de Saint-Glen-Penguily est dissoute.

## Politique et administration

### Liste des maires
| Période    | Période      | Identité                   | Étiquette | Qualité                                      |
| ---------- | ------------ | -------------------------- | --------- | -------------------------------------------- |
| avril 1973 | mars 1983    | Joseph Clément (1908-1984) | DVD       | Agriculteur Conseiller général (1949 → 1979) |
| mars 1983  | juillet 1984 | Rolland Le Quéméner        |           | Instituteur                                  |

## Démographie
| 1975 | 1982 |
| ---- | ---- |
| 915  | 876  |